# Прхала, Лев
Прхала Лев (чеш. Lev Prchala; 23 марта 1892[…], Силезская Острава, Острава[…] — 11 июня 1963[…], Фельдбах, Штирия) — генерал чехословацкой армии, политический деятель довоенной Чехословакии и Карпатской Украины.

## Биография
Во время Первой мировой войны попал в плен на Восточном фронте в 1916 году в звании лейтенанта австро-венгерской армии. Уже в следующем году он вступил в Чехословацкий корпус, в рядах которых участвовал в боях против немецких войск, а затем против РККА.
На родину вернулся в 1920 году через Владивосток. После учебы в военном колледже в Париже служил на нескольких должностях в чехословацкой армии. В 1925 году он стал бригадным генералом, в 1928 году — дивизионным генералом, а в 1936 году — генералом армии. Во время Мюнхенского кризиса он командовал 4-й армией, которая должна была защищать Южную Моравию. Он решительно выступал против капитуляции, посещал Эдварда Бенеша, чтобы высказать свою точку зрения, и участвовал в подготовке государственного переворота, который должен был отменить решение о капитуляции, но переворот в итоге не состоялся.
В 1939 году президент Чехословакии назначил его членом правительства Карпатской Украины, против чего протестовали украинцы.
14 марта 1939 года руководил нападением чехословацких войск на Карпатскую Сечь в Хусте, при котором погибло несколько украинцев.
Бежал из Карпатской Украины в Варшаву. 3 сентября 1939 года он официально возглавил Легион чехов и словаков, сформированный по указу президента Польши Игнация Мосцицкого. В связи с быстрым продвижением Вермахта он и часть легионеров перебрались в Румынию, а затем оказались в Великобритании. При отступлении подразделение, в котором находился генерал, было разоружено бойцами ОУН и взято в плен подразделением Красной армии, которое подошло в этот момент.
В эмиграции в Лондоне был одним из немногих чехословацких политиков, которые не сотрудничали с президентом Э. Бенешем ввиду его просоветской политики после 1943 года.
В 1950—1960-х годах был в тесных связях с украинскими кругами Антибольшевистского блока народов (АБН).